# 宋国公主 (唐玄宗)
宋国公主（?—?），唐朝公主，是中国唐朝第六代皇帝唐玄宗李隆基第十九女。她的生母皇甫淑妃。

## 生平
天宝五載（746年）十二月，获封平昌公主（或作昌平公主），实封一千户。十二月初九日，正式受册为平昌公主。嫁给了唐睿宗女凉国公主和温曦的儿子秘书监温西华，后来改嫁杨徽。唐德宗贞元元年（785年），改封宋国公主，元和年间，宋国公主去世。 

## 夫
- 温西华，温彦博的六世孙，温曦的儿子
- 杨徽，家系不详